# George W. Flynn
George William Flynn (* 11. Juli 1938 in Hartford; † 8. Januar 2020 in Charlotte) war ein US-amerikanischer Physikochemiker.

## Leben
George W. Flynn erlangte 1960 den Bachelor of Science an der Yale University und machte 1962 seinen Master und 1965 den Ph.D. in chemischer Physik an der Harvard University. Anschließend war er bis 1966 Postdoc am Massachusetts Institute of Technology, 1967 begann er seine Tätigkeit an der Columbia University. Im Jahr 1976 übernahm er eine ordentliche Professur an der Universität, 1979 übernahm er die Leitung des universitätseigenen Strahlenlabors. An der Columbia University war er bis zu seinem Rückzug 2015 tätig.
Sein Forschungsschwerpunkt lag in der Anwendung von Laser zur Untersuchung molekularer Phänomene.
Flynn wurde mit dem Mark-Van-Doren-Preis, dem Herbert-P.-Broida-Preis, dem E. Bright Wilson Award in Spectroscopy und dem Irving Langmuir Award geehrt. Außerdem wurde er 1997 in die American Academy of Arts and Sciences und 2001 in die National Academy of Sciences gewählt. George W. Flynn war verheiratet und hatte drei Kinder.
Flynn starb am 8. Januar 2020.